# بل ایر (سیشل)
بل ایر (به لاتین: Bel Air) یک منطقهٔ مسکونی در سیشل است که در سیشل واقع شده‌است. بل ایر ۲٬۹۶۳ نفر جمعیت دارد.